# 廖如愿
廖如愿（1904年3月24日—1973年2月），原名明洲，化名黄云腾、黄龙云，湖南省安化县人，中国共产党早期领导人之一。

## 生平
廖如愿早年在东坪高等小学读书时，因闹学潮被开除。1921年，考入旅鄂中学，1923年5月加入中国社会主义青年团。6月，转为中国共产党党员。曾任共青团武昌地委书记、湖北区委书记。1925年7月返回湖南，由中共湘区委员会派回安化筹建中共组织，他在卢家坊一带创办农民夜校。不久，在卢家坊成立农民协会、安化特支，任书记。1926年1月，奉调去常德工作，建立常德特支。4月建立中共湘西特委，任书记。至马日事变前，湘西发展到20多个党支部，党员380多人。1927年4月，廖如愿参加中国共产党第五次全国代表大会。5月24日，常德发生政变，湘西特委、农协遭到破坏。他转移到安化，并在安化后乡建立中共益阳特委（下辖沅江、安化、汉寿、益阳），任书记。同年冬，任中共湖南省委委员兼农委书记。
1928年春，廖如愿任中共湘鄂赣特委组织部长。不久，特委机关被破坏，特委书记郭亮牺牲，他不能立足。同年6月，经李维汉介绍去东北奉天的中共满洲省委工作。与满洲省临委书记陈为人接头。陈为人派他到营口发行站，负责领导省委与中央的通信传递工作。他在营口发展52名党员，成立了营口发行站党支部，担任书记。同年12月，中共满洲省委书记陈为人等13名干部被捕，省委被破坏。1929年1月，中央派刘少奇来东北，恢复东北的党组织，担任满洲省临委书记，这期间廖如愿调任省临委秘书长。7月14日，刘少奇与何宝珍到奉天，定居在工业区78号，以此为据点开展工作。当时满洲省委拟定在7月末发动一次沈阳产业工人的罢工斗争。但在8月下旬，刘少奇和孟坚去奉天纺纱厂领导工人运动不幸被捕。他立即组织人员转移文件，同时和杨一辰等设法营救，使刘少奇和孟坚得以安全出狱。
1929年9月和1930年4月，廖如愿在沈阳两次被捕，虽遭严刑拷打，但坚不吐实。经党组织营救，先后获释。1930年下半年，任中共东满特委书记。东满特委在延吉地区成立和龙、珲春、延吉3个县委，敦化、磐石、吉林3个特支，建立了3支游击队，为后来建立东北义勇军奠定了基础。1931年10月，奉调回中共满洲省委，任军委书记。1931年11月21日，被日本宪兵逮捕入狱。直至1934年6月，溥仪在长春登基做皇帝特赦满洲政治犯时方获释。出狱后，廖如愿失掉中共地下党的联系，转回家乡，以贩运木炭为生，之后在武汉做茶生意。1948年冬，他在汉口与中共地下党组织取得联系，党组织同意他回湖南从事地下工作。1949年1月，廖如愿与中共安化县工委书记熊绍安取得联系，被派到资江沿岸做迎解工作，策动了“资江王”蒋本支部队起义（后又中途叛变），并协助改编溆浦武思光部为沅、溆、辰解放义勇队。
中华人民共和国成立后，廖如愿先后在汉口中国茶叶公司中南区公司、广东省茶叶公司工作。1967年7月以后，因受到刘少奇案牵连被监押4年半。但他始终坚持证明刘少奇在满洲狱中没有叛变行为。1972年2月，被释放回广州原单位。次年2月逝世。1984年，中共中央组织部为他平反，恢复名誉，后又恢复党籍。